# Gardefort
Gardefort – miejscowość i gmina we Francji, w Regionie Centralnym, w departamencie Cher.
Według danych na rok 1990 gminę zamieszkiwało 128 osób, a gęstość zaludnienia wynosiła 15 osób/km² (wśród 1842 gmin Regionu Centralnego Gardefort plasuje się na 1009. miejscu pod względem liczby ludności, natomiast pod względem powierzchni na miejscu 1220.).